# Slaget vid Bautzen
Slaget vid Bautzen stod den 21 maj 1813 mellan Ryssland och Preussen i förbund mot Frankrike och ägde rum under Napoleonkrigens sjätte koalitionskrig. Slaget slutade med en taktisk fransk seger.
Efter förlusten i slaget vid Lützen var de preussiska och ryska arméerna stadda i reträtt. Vid Bautzen i Sachsen ställde de dock upp sig för att leverera batalj. Napoleons trupper var något större i numerär och i närheten fanns marskalk Neys kår. Fransmännen vann slaget, men ryssar och preussare kunde retirera i god ordning då Ney inte lyckades skära av reträttvägen. Efter slaget gick Napoleon med på vapenvila.